# ويليام ديفيدسون (سياسي)
ويليام ديفيدسون هو سياسي كندي، ولد في 17 نوفمبر 1867 بأبردينشاير في المملكة المتحدة. حزبياً، نشط في Socialist Party of British Columbia ‏. وقد انتخب عضو الجمعية التشريعية لكولومبيا البريطانية ‏.